# Bettstein

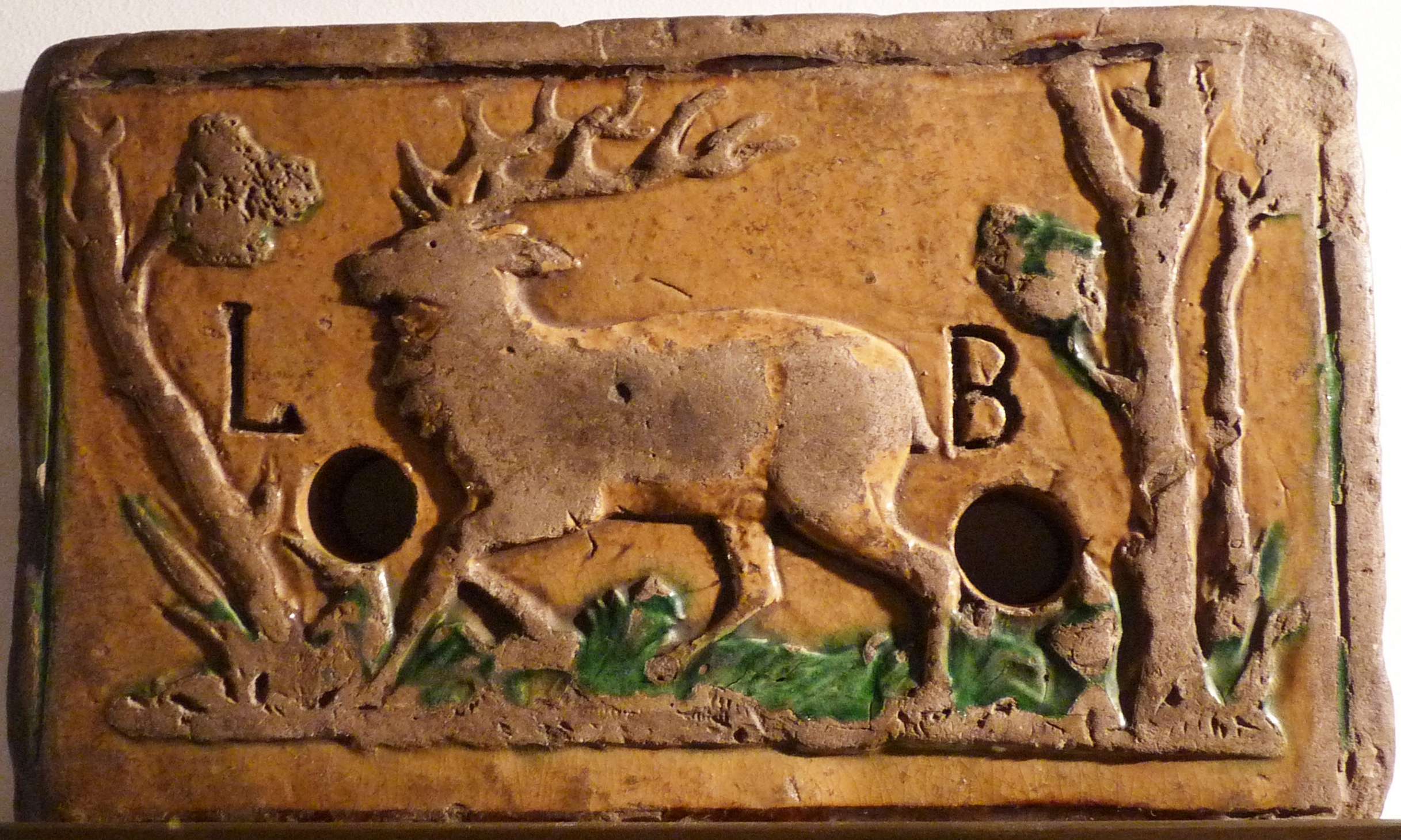
Bettstein (Straßburg)

Ein Bettstein ist ein heißer Stein, Wärmestein oder brique chauffeuse. Zusammen mit dem „heißen Ziegel“ oder „heißen Stein“, auch „Wärmestein“ genannt, war er ein Vorläufer der Wärmflasche. Die Steine wurden zum Vorwärmen des Bettes in ein Tuch geschlagen und in das Bett gelegt. Auf dem Ofen oder im Backofen aufgeheizt, speichern sie die Wärme, die zum Aufwärmen des Bettes oder Warmhalten von Speisen genutzt wird.
Am häufigsten sind Bettsteine aus schamottiertem Ton, der bei 1300 °C gebrannt und anschließend mit Glasur überzogen wird, die dann bei 1020 °C aushärtet. Etwa im 16. Jahrhundert wurden Bettsteine aus Serpentinstein hergestellt. Inzwischen sind aus Zöblitzer Serpentin als Nostalgieprodukt gefertigte Bettsteine wieder erhältlich. Der Serpentinstein wurde im heutigen Sachsen gefunden und hatte den Vorzug, dass er die ihm zugeführte Wärme, zum Beispiel im Backrohr oder auf dem Herd, sehr lange speichern konnte. Außerdem war er sehr gut mit einfachen Werkzeugen zu bearbeiten, wodurch eine glatte angenehme Oberfläche entstand.
Die ärmere Bevölkerung benutzte eventuell einem erwärmten Ziegelstein (Mauerstein), Flussstein oder eine weiterverwendete Tonflasche.

Bettsteine
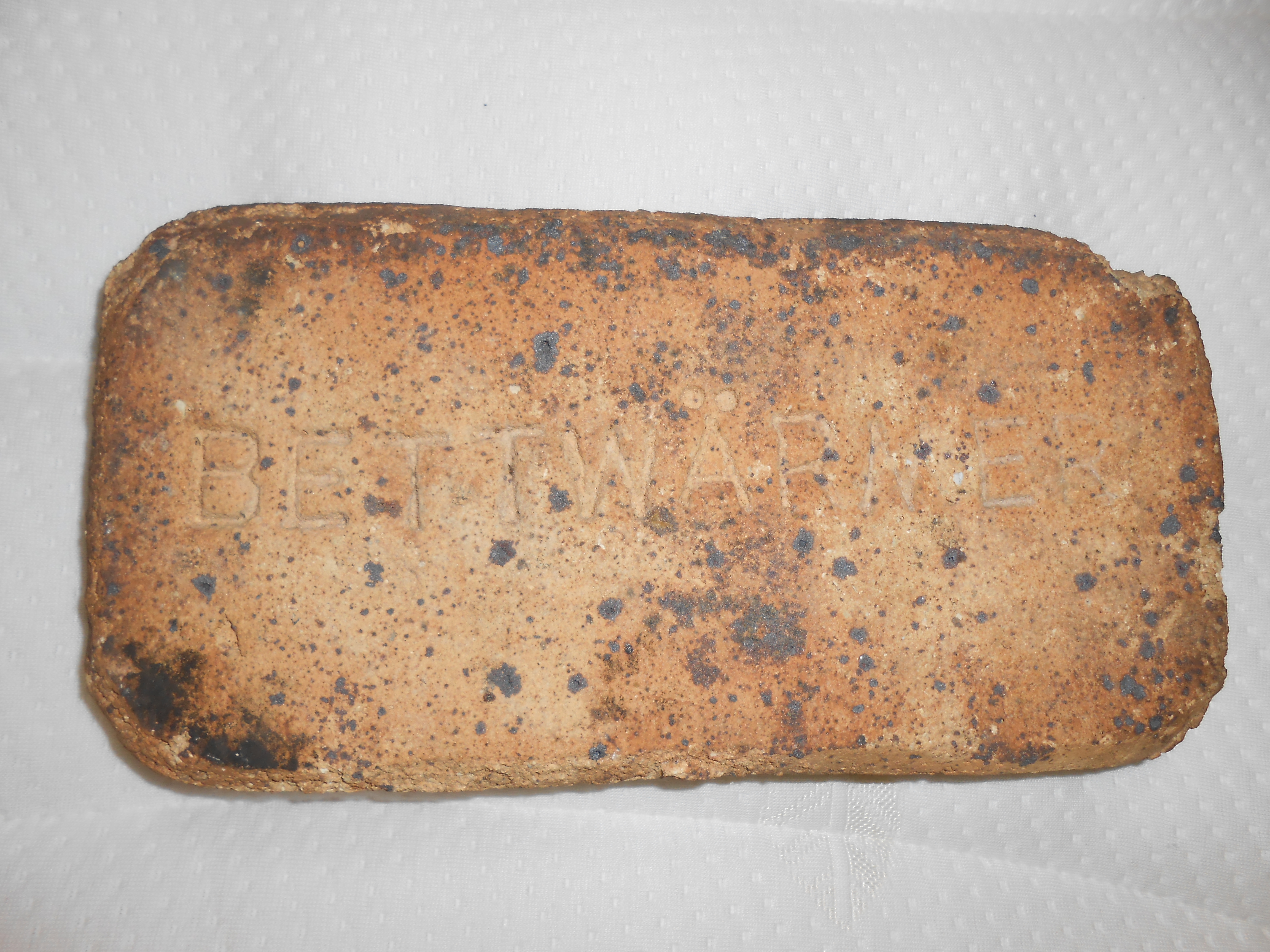
Backstein, Aufschrift „Bettwärmer“
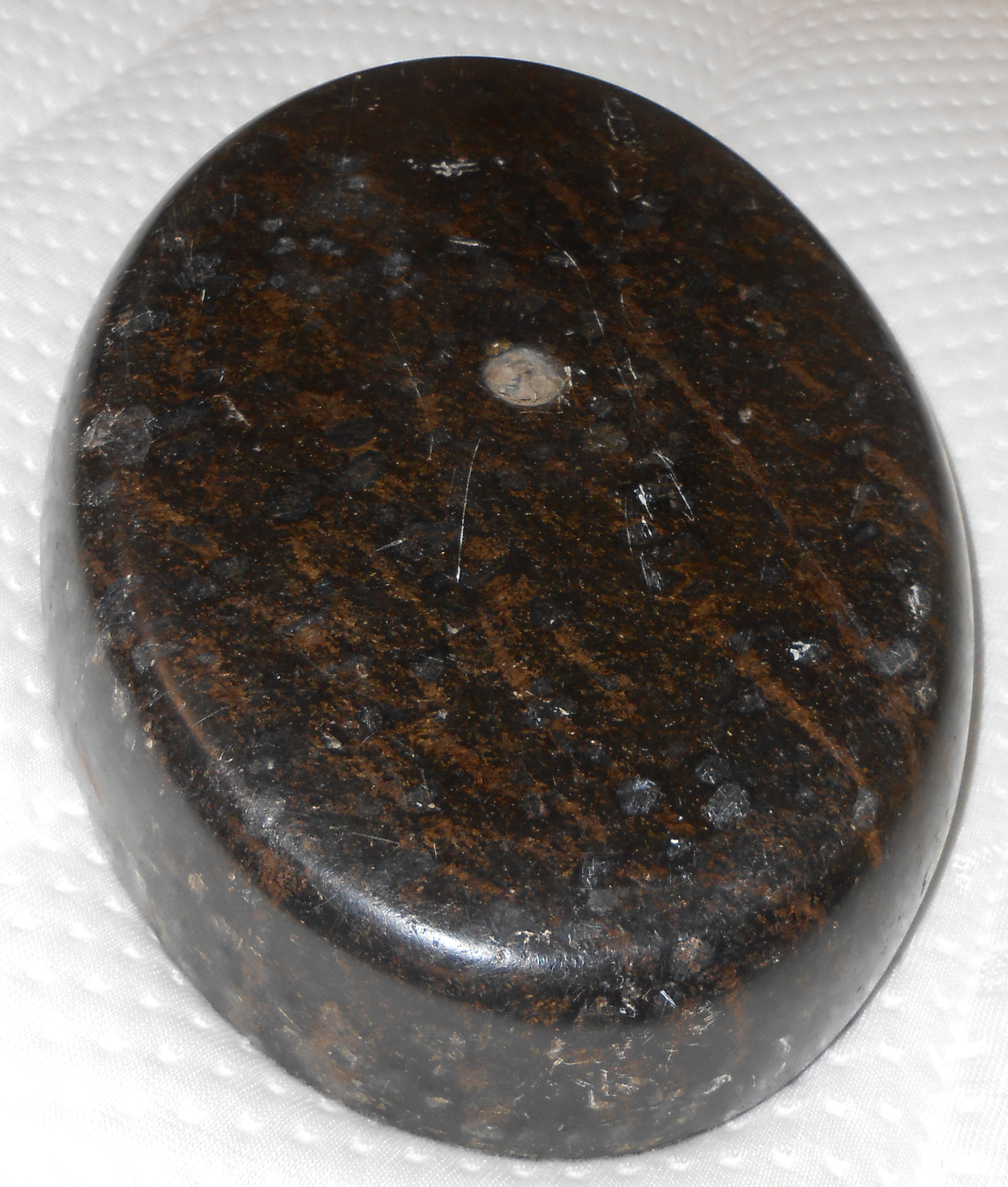
Serpentinstein, um 1880
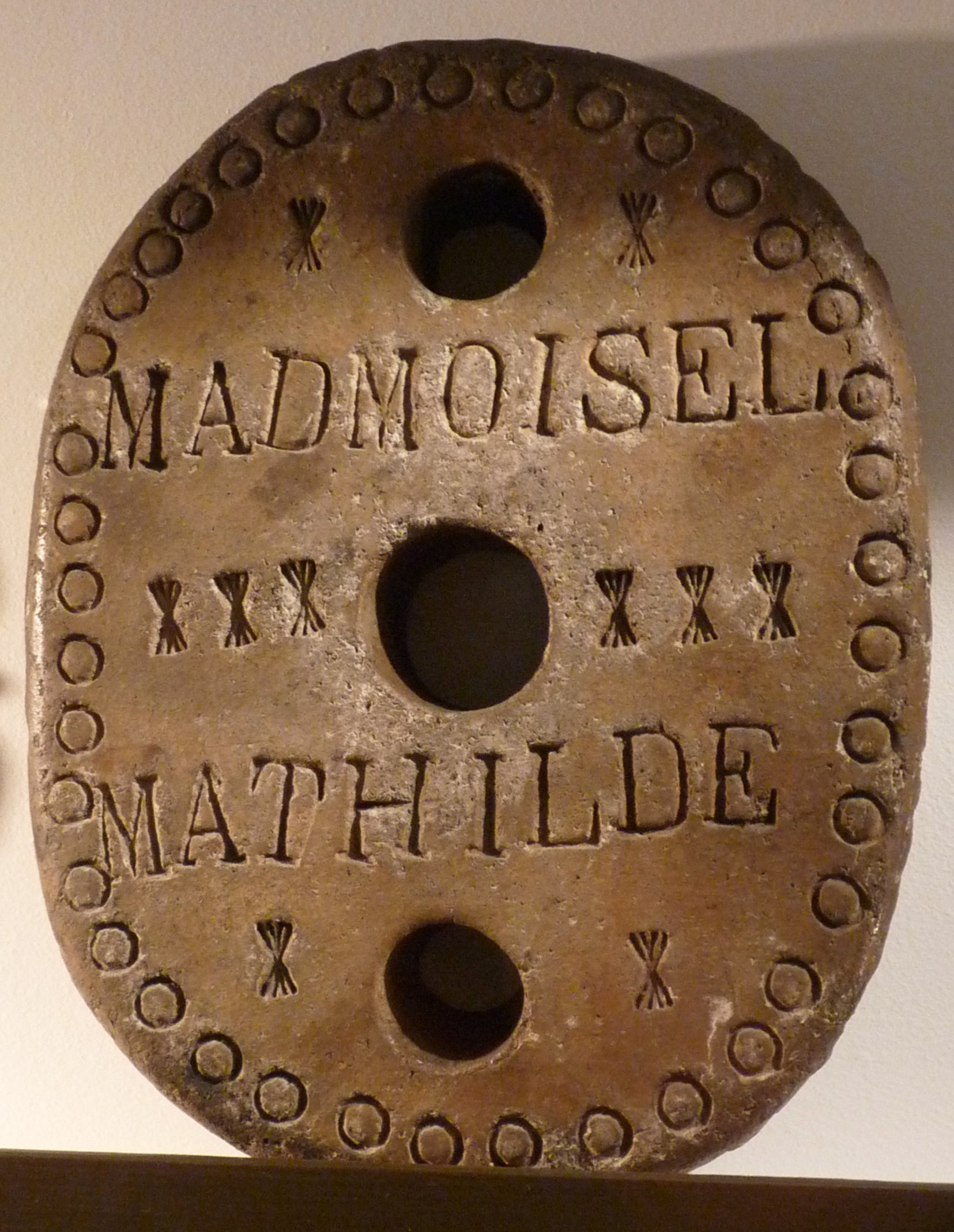
„MADMOISEL MATHILDE“, Strasburg
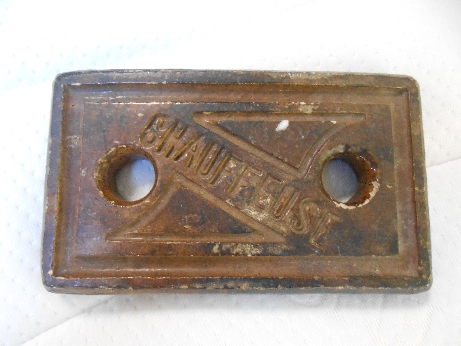
brique chauffeuse, Elsass